# Малое Филимоново
Малое Филимоново — деревня в Ярославском районе Ярославской области. Входит в состав Заволжского сельского поселения.

## География
Находится в восточной части Ярославской области на расстоянии приблизительно 12 км на юг-юго-восток по прямой от станции Филино на левобережье Волги.

## История
В 1859 году здесь (деревня Ярославского уезда Ярославской губернии) было учтено 6 дворов.

## Население
Численность населения: 42 человека (1859 год), 4 (русские 100 %) в 2002 году, 39 в 2010.

## Общественный транспорт
Ближайшая остановка общественного транспорта «Большое Филимоново» находится в 1,4 км от деревни.

## Улицы
Вишнёвая, Тенистая, Берёзовая Роща.